# Nesticella robusta
Espèce
Nesticella robusta est une espèce d'araignées aranéomorphes de la famille des Nesticidae.

## Distribution
Cette espèce est endémique du Hunan en Chine,. Elle se rencontre dans le xian de Yuanling dans la grotte Qixian.

## Description
Le mâle holotype mesure 1,98 mm et la femelle paratype 2,16 mm.

## Publication originale
- Lin, Ballarin & Li, 2016 : A survey of the spider family Nesticidae (Arachnida, Araneae) in Asia and Madagascar, with the description of forty-three new species. ZooKeys, no 627, p. 1-168.